# Ana Conta-Kernbach

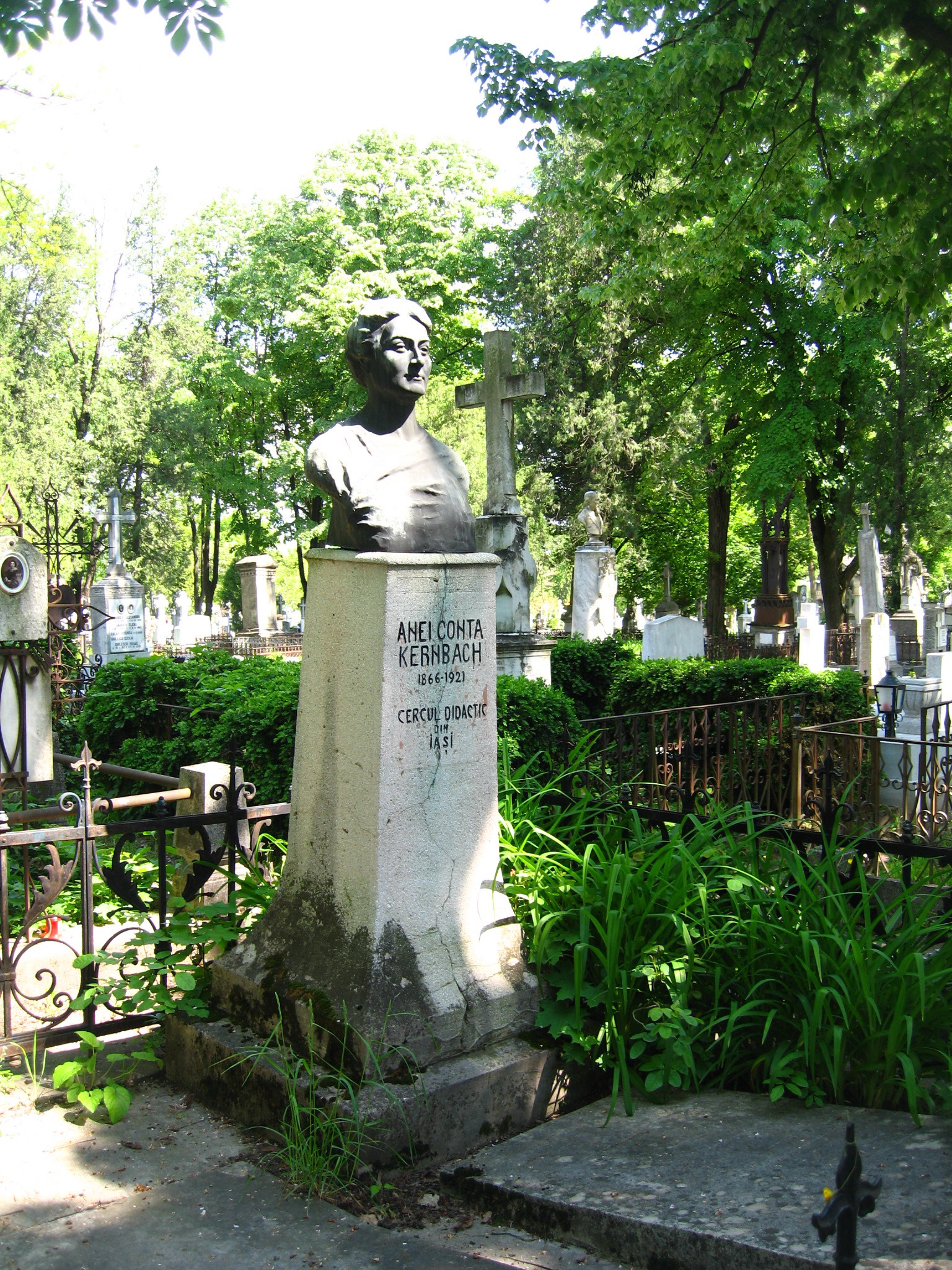
Mormântul scriitoarei Ana Conta-Kernbach de la Cimitirul Eternitatea din Iași.

Ana Conta-Kernbach (n. 5 noiembrie 1865, Târgu Neamț, România – d. 13 decembrie 1921, Iași, România) a fost o profesoară de origine română, scriitoare și activistă pentru drepturile femeilor.

## Biografie
Ana Conta s-a născut pe 5 noiembrie 1865 în Târgu Neamț, Regatul României, fiica Mărioarei (născută Scutariu) și a lui Grigore Conta. A fost penultimul copil născut într-o familie cu 10 copii, unul dintre frații săi fiind Vasile Conta, care urma să devină un cunoscut filozof și politician. Familia sa era originară din comuna Bodești-Precista, Neamț, unde mai multe generații au servit ca preoți în Biserica Ortodoxă Română. Tatăl sau a fost angajat în 1864 să slujească la Mănăstirea Bărboi din Iași, unde familia s-a mutat la scurt timp după nașterea Anei. Mama sa a murit când Ana Conta era încă tânără, iar fratele ei Vasile a fost cel care i-a influențat preocupările în ceea ce privește problemele sociale și simțul datoriei de a le adresa. De asemenea, acesta i-a încurajat abilitățile muzicale, ea devenind o pianistă virtuoasă.

## Carieră
În 1878, Conta a fost acceptată la Institutul Humpel din Iași. Acolo a terminat curriculumul de 7 ani în doar 5 ani și a absolvit în 1883. Pentru a-și continua educația, în acel an, s-a înscris la Universitatea din Iași, unde a studiat atât pedagogia cât și filosofia. În același timp cu studiile sale universitare, a predat istorie, logică și psihologie la Institutul Humpel, până în 1885, când a început să predea la Liceul ,,Oltea Doamna”, unde a rămas pentru aproape un deceniu. Și-a finalizat studiile universitare în 1888, obținând calificativul ,,magna cum laude” . 
În 1891 s-a căsătorit cu poetul Gheorghe Kernbach, care a încurajat-o să scrie și să publice atât poezie cât și proză. Ana Conta a avut cu soțul său o fiică, Maria-Ana. Debutul său ca scriitoare a fost în revista Convorbiri literare în 1891, iar în scurt timp alte lucrări i-au fost publicate în jurnalele Junimea literară și Arhiva.
În anul 1893 a plecat singură la Paris pentru a studia la Universitatea din Paris și la College de France, unde își obține doctoratul în 1895, cu calificativul ,,magna cum laude”. Când s-a întors în România, a devenit directoarea Școlii Normale de Aplicație și a predat atât pedagogie cât și psihologie la Școala normală ,,Mihail Sturdza”, pentru mai mult de două decenii. 
În 1893, la cererea Ministerului Educației, Conta-Kernbach a produs două rapoarte evaluând educația vocațională accesibilă fetelor în Franța. În anul următor, Conta a realizat o evaluare similară a educației pentru fete din Sankt Petersburg.
Abordarea sa pedagogică s-a bazat pe concepte psihologice de tipul asocierii și pe rezultate din psihologie experimentală, împărtășind, de asemenea, idei propuse de alți teoreticieni cum ar fi J. A. Comenius, F. Fröbel , J. Locke și alții, adaptate contextului din România timpului.
Conta-Kernbach a fost una dintre primele delegate române trimise de guvern la întâlniri științifice internaționale. A participat la Congresul Internațional al Institutelor de Femei, care a avut loc la Paris în 1899, la Congresul Internațional de Pedagogie din Bruxelles în 1911 și la alte evenimente care au avut loc în Geneva și Nürnberg. 
A fost prima femeie acceptată în Consiliul General de Instrucție și din 1913 până la moartea ei, în 1921, a servit de asemenea ca inspectoare pentru școlile de fete din întreaga țară. Meritele sale au fost recunoscute de două ori de către guvernul României, fiindu-i acordată distincția Răsplata Muncii pentru Învățământ, clasa întâi, atât pentru educație primară cât și pentru educație secundară. Ana Conta-Kernbach este considerată una dintre profesorii excepționali care au ajutat la dezvoltarea sistemului educațional și a teoriei pedagogice în România. 
În perioada Primului Război Mondial, Ana Conta-Kernbach a început să se implice în mișcarea feministă, publicând articole despre egalitatea salarială și drepturile profesionale ale femeilor. A propus ca femeile să devină cetățeni de drept și a fost una dintre fondatoarele Asociației pentru Emanciparea Civilă și Politică a Femeilor Române în 1918, în Iași, împreună cu Calypso Botez, Maria Baiulescu, Elena Meissner,Ella Negruzzi, Izabela Sadoveanu, Ortansa Satmary și Olga Sturdza. Scopul asociației a fost de a lupta pentru drepturile legale, politice și social-economice ale femeilor. În același an, sufragiul universal pentru bărbați cu vârsta de peste 21 de ani a fost aprobat de către legislatură iar femeilor li s-a promis considerarea în viitor a acordării dreptului lor de vot. În 1920, Conta-Kernbach a adresat o petiție legislaturii cerând acordarea drepturilor politice femeilor care au activat în serviciul public, au participat la război sau au fost soțiile sau mamele soldaților care au luptat în conflict. 

## Sfârșitul și posteritatea
Conta-Kernbach a murit din cauza unei boli de inimă pe data de 13 decembrie 1921 în Iași și a fost înmormântată în cimitirul orașului, Cimitirul „Eternitatea” . 
În 1925, când Adela Xenopol a înființat Revista scriitoarei, Conta-Kernbach a fost una dintre primele feministe ale cărei lucrări au fost publicate în acest jurnal influent. 

## Lucrări

### Jurnalism
- Munca și plata ei. Reglementarea petrecerilor, 1919
- În chestiunea feministă, 1920
- Pentru ridicarea Iașului,1920
- Cu toții la muncă,1921

### Literatură
- Clipe, 1897
- Fulgi, 1905
- Biografia lui Vasile Conta, 1916
- Boabe de mărgean, 1922
- Pulbere, 1925

### Știință
- Școlile profesionale din Franța, 1893
- Dezideratele Congresului din Petersburg privitoare la organizarea învățămîntului profesional de fete, 1894
- Les programmes actuels et la nouvelle méthode d’enseignement, au point de vue de l’hygiene intellectuelle, 1904
- Școlare, 1904, (reeditare: Școlare, ediția a 2-a, Iași, Tipografia H. Goldner, 1910)
- Elemente de metodică, 1905
- Elemente de pedagogie, 1907
- L’éducation manuelle, 1913
- Noțiuni de pedagogie și metodică,  1914
- Despre muzică, 1920
- Elemente de cultură generală: Noțiuni de Pedagogie, Didactică și Metodică, 1921
- Logică și psihologie: Schița unui manual de școală. Anexă la Elemente de cultură generală: Noțiuni de Pedagogie, Didactică și Metodică, 1921